# Feindliche Übernahme
Als feindliche Übernahme (oder unfreundliche Übernahme; englisch hostile takeover, unfriendly takeover) wird im Bereich des Mergers & Acquisitions ein Unternehmenskauf bezeichnet, bei dem ein Investor einen Anteilskauf vornimmt, ohne zuvor den – rechtlich nicht erforderlichen – Konsens der Unternehmensleitung oder der Gesellschafter einzuholen. Gegensatz ist die freundliche Übernahme.

## Allgemeines
Diese Thematik kann nur bei börsennotierten Unternehmen vorkommen, von denen ein umfangreicher Streubesitz an der Wertpapierbörse gehandelt wird. Als Rechtsformen kommen deshalb die Aktiengesellschaft, Kommanditgesellschaft auf Aktien und Europäische Gesellschaft oder vergleichbare ausländische Rechtsformen in Betracht. Sprachlich ist die feindliche Übernahme aus dem Fachbegriff (englisch hostile takeover) entstanden. Investor (englisch raider „Raubritter“ oder englisch shark „Hai“) kann eine Person oder ein anderes Unternehmen sein, das zu erwerbende Unternehmen wird „Zielunternehmen“ (englisch target) genannt. Stellen sich fremde Gesellschaften unterstützend an die Seite des Zielunternehmens oder bieten gar ein Alternativangebot, heißen sie „weiße Ritter“ (englisch white knights).
Als Stakeholder, deren Konsens vom Investor eingeholt werden sollte, kommen Vorstand und Aufsichtsrat des Zielunternehmens in Frage; die Aktionäre zu befragen, ist im Regelfall zu aufwändig. Stimmen weder die Unternehmensleitung noch der Aufsichtsrat zu und leisten diese Widerstand, wird von einer feindlichen Übernahme gesprochen. Die Übernahme erfolgt damit gegen den Willen des Zielunternehmens.

## Strategie
Der Investor kauft mit Hilfe von Wertpapierorders vom zu erwerbenden Zielunternehmen über einen längeren Zeitraum hinweg sukzessive Aktien über die Börse (englisch open market purchase), bis er einen Schwellenwert von 3 % Kapitalbeteiligung erreicht hat. Bis zu diesem Schwellenwert bleibt der Aktienkauf von der Aktiengesellschaft und der Öffentlichkeit unbemerkt, weil erst dann gemäß § 33 Abs. 1 WpHG eine Mitteilungspflicht für Stimmrechte an die Bankenaufsicht BaFin erforderlich wird. Weitere Mitteilungen sind bei 5 %, 10 %, 15 %, 20 %, 25 %, 30 %, 50 % und 75 % fällig. Nach § 20 AktG hat der Investor zusätzlich gegenüber dem Zielunternehmen eine schriftliche Mitteilungspflicht über seine Kapitalbeteiligung von mehr als 25 % (Sperrminorität) zu erfüllen, das dessen Kaufabsicht publik machen kann, was Risikoarbitrage anderer Aktionäre (Spekulanten) auslösen wird. Eine weitere aktienrechtliche Mitteilung ist bei mehr als 50 % Kapitalbeteiligung am Zielunternehmen nach § 20 Abs. 4 AktG fällig. Mit über 50 % besitzt der Investor nämlich die Stimmenmehrheit, so dass bereits von Unternehmensübernahme gesprochen werden kann, zumal nach § 133 Abs. 1 AktG viele Beschlüsse der Hauptversammlung der Mehrheit der abgegebenen Stimmen (einfache Stimmenmehrheit) bedürfen. Parallel muss der Investor den verbleibenden Aktionären des Streubesitzes ein befristetes öffentliches Angebot (englisch tender offer) unterbreiten, deren Aktien zu einem bestimmten Börsenkurs durch Barzahlung, Aktientausch in Aktien des Investors oder einer Kombination beider zu erwerben.

## Rechtsfragen
Seit Januar 2002 regelt das Wertpapiererwerbs- und Übernahmegesetz (WpÜG), dass der Investor (Bieter) seine Entscheidung zur Abgabe eines Angebots nach § 10 WpÜG der zuständigen Börsengeschäftsführung, dem Zielunternehmen und der Finanzaufsicht BaFin mitzuteilen hat. Der Investor muss nach § 11 WpÜG eine Angebotsunterlage erstellen und veröffentlichen, für deren Inhalt er gemäß § 12 WpÜG haftet. Übernahmeangebote sind Angebote, die auf den Erwerb der Kontrolle über ein Zielunternehmen gerichtet sind (§ 29 WpÜG), wobei als Kontrolle das Halten von mindestens 30 % der Stimmrechte an der Zielgesellschaft aus dem Investor gehörenden Aktien der Zielgesellschaft oder dem Bieter nach § 30 WpÜG zugerechneten Stimmrechten an der Zielgesellschaft verstanden wird. Die angemessene Gegenleistung des Investors muss gemäß § 31 WpÜG aus Bargeld oder aus liquiden Aktien bestehen, die zum Börsenhandel an einem organisierten Markt zugelassen sind.

## Berühmte feindliche Übernahmen
Hier einige ausgewählte feindliche Übernahmen, gescheiterte Übernahmen sind mit * gekennzeichnet:
Deutschland
| Jahr | Investor       | Zielunternehmen  |
| ---- | -------------- | ---------------- |
| 1990 | Pirelli        | Continental AG*  |
| 1999 | Olivetti       | Telecom Italia   |
| 2000 | Vodafone Group | Mannesmann AG    |
| 2001 | INA Schaeffler | FAG Kugelfischer |
| 2004 | Sanofi         | Aventis          |
| 2006 | Merck KGaA     | Schering AG*     |
| 2007 | Macquarie      | Techem           |
| 2008 | Schaeffler KG  | Continental AG   |
| 2010 | Grupo ACS      | Hochtief         |
| 2015 | Vonovia        | Deutsche Wohnen* |

International
| Jahr | Investor                        | Staat                      | Zielunternehmen              | Staat                  |
| ---- | ------------------------------- | -------------------------- | ---------------------------- | ---------------------- |
| 1986 | Guinness-Brauerei               | Vereinigtes Königreich     | Distillers Company           | Vereinigtes Königreich |
| 1988 | Olivetti                        | Italien                    | Société générale de Belgique | Belgien*               |
| 1988 | Siemens                         | Deutschland                | Eagle Star Insurance         | Vereinigtes Königreich |
| 1999 | BNP                             | Frankreich                 | Paribas                      | Frankreich             |
| 2000 | TotalFina                       | Frankreich                 | Elf Aquitaine                | Frankreich             |
| 2004 | Oracle                          | Vereinigte Staaten         | PeopleSoft                   | Vereinigte Staaten     |
| 2005 | Saint Gobain                    | Frankreich                 | British Plaster Board        | Vereinigtes Königreich |
| 2006 | Mittal Steel Company            | Luxemburg                  | Arcelor                      | Frankreich             |
| 2007 | RBS, Fortis und Banco Santander | internat. Bankenkonsortium | ABN Amro                     | Niederlande            |
| 2014 | Saint Gobain                    | Frankreich                 | Sika AG                      | Schweiz*               |
| 2022 | Elon Musk                       | Vereinigte Staaten         | Twitter                      | Vereinigte Staaten     |

Einige feindliche Übernahmen sind am Widerstand von Vorstand, Aufsichtsrat oder feindlich gesonnenen Aktionären des Streubesitzes gescheitert.

## Management
Eine der Aufgaben des Managements ist es, den Unternehmenswert für die Gesellschafter zu maximieren – daher ist eine „Verteidigung“ eine rationale Reaktion gegen Kaufangebote, insbesondere, wenn diese einen opportunistischen Wertansatz haben. Manager können aber auch versuchen, die Übernahme zu verhindern, da insbesondere das Top-Management eines Übernahmekandidaten nach der Übernahme regelmäßig nicht übernommen wird. Zur Verteidigung stehen mehrere Wege offen:
- Kritik an der Bewertung: Das Angebot des Investors wird als zu niedrig kritisiert, und der „faire“ Wert der eigenen Aktien wird über dem Angebot angesiedelt, um die Aktionäre von einem (vorzeitigen) Verkauf abzuhalten oder um eine Nachbesserung des Angebots zu erwirken (vergl. Mannesmann-Übernahme durch Vodafone im Jahr 2000). Insbesondere bei Angeboten, bei denen die Zahlung in Aktien des übernehmenden Unternehmens erfolgt, kann auch die Strategie des übernehmenden Unternehmens kritisiert und mit den Zukunftsaussichten des eigenen, unabhängig geführten Unternehmens verglichen werden.
- Weißer Ritter: Suche eines dritten Investors, der das Zielunternehmen übernimmt. Durch die willentliche ersatzweise Übernahme durch ein anderes als das angreifende Unternehmen wird zwar die Eigenständigkeit ebenso aufgegeben, allerdings können sich Vorteile durch eine passender erscheinende Geschäftsstrategie oder weitergehenden Bestand vorhandener Produktlinien und Investitionen ergeben (vergl. Schering-Übernahme durch Bayer anstatt durch Merck im Jahr 2006).
- Übernahme dritter Unternehmen: Das Zielunternehmen kann, quasi entgegengesetzt zum Übernahmeangebot, den eigenen Konzern durch fremdfinanzierte Firmenzukäufe selbst soweit erweitern, dass der entstehende neue Konzern mit den so entstehenden Verpflichtungen die Übernahme für den Investor unattraktiv macht (vergl. Preussag-Zukauf der Thomson Travel Group im Jahr 2000).
- Giftpille: Das Zielunternehmen kann zum einen durch eine Kapitalerhöhung seine Marktkapitalisierung erhöhen und somit eine Übernahme stark verteuern. Des Weiteren können „Giftpillen“ in Form rechtsverbindlicher Selbstverpflichtungen zugunsten der Stakeholder für den Fall einer Übernahme eingerichtet werden. Dies können Umweltauflagen für andere Standorte oder Lizenz-Rückerstattungen für Kunden sein (vergl. Peoplesoft-Übernahme von Oracle im Jahr 2005).
- Goldener Fallschirm: Das Management des Zielunternehmens kann sich beträchtliche Zahlungen für den Fall einer Übernahme vertraglich festschreiben lassen.

Allen Strategien gemeinsam ist, dass sie im Ergebnis häufig zu einem höheren Aktienkurs für die Übernahme führen oder die Verschmelzung mit anderen als dem Investor zur Folge haben. Hierdurch können sich Vorteile für bestehende Standorte, die Belegschaft oder Produktlinien sowie für die Erlöse der Anteilseigner ergeben. Demgegenüber stehen häufig überhöhte Kommunikationskosten und die Verunsicherung der Anleger und Kunden während der Übernahmeschlacht.

## Wirtschaftliche Aspekte
Investoren wählen den Weg der feindlichen Übernahme, wenn sie davon ausgehen können, dass eine Einigung mit der Unternehmensleitung entweder bereits gescheitert ist oder nicht erwartet werden kann. Die Ablehnung des Vorstands oder Aufsichtsrats zur Übernahme erfolgt auch im Eigeninteresse, denn beide werden bei erfolgreicher Übernahme im Regelfall ersetzt. Der Unternehmenskauf soll nach der Erwartung des Investors einen positiven Verbund- und/oder Synergieeffekt zur Folge haben. Als Zielunternehmen kommen im Regelfall Unternehmen in Betracht, deren Marktkapitalisierung niedriger ist als der innere Wert, also Underperformer. Auch andere betriebswirtschaftliche Kennzahlen wie Marktanteile, Marktführerschaft oder das Marktpotenzial insbesondere auf einem Wachstums- oder Zukunftsmarkt sind für die Kaufentscheidung von Bedeutung.
Gegenmaßnahmen des Zielunternehmens gegen feindliche Übernahmen sind die Beschränkung der freien Übertragbarkeit der Aktien durch Emission von vinkulierten Namensaktien oder Satzungsänderungen mit Einführung eines Höchststimmrechts, Emission von stimmrechtslosen Vorzugsaktien oder Kapitalerhöhungen unter Ausschluss des Bezugsrechts. Die wirksamste Gegenmaßnahme besteht darin, dass die Aktionäre des Streubesitzes ihre Aktien nicht verkaufen, was jedoch im Hinblick auf einen attraktiven Übernahmekurs mit aussichtsreichen – und sicheren – Gewinnchancen schwerfällt. Bildet sich eine Minderheit an Aktionären, die das Angebot nicht angenommen haben, können diese unter bestimmten Bedingungen später über einen Squeeze-out zum Verkauf der Aktien gezwungen werden. Zu beachten ist hierbei jedoch, dass das deutsche Recht sämtliche Verhinderungsmaßnahmen durch den Vorstand verbietet (unabhängig von ihrem Erfolg) und mit einem Bußgeld belegt (§ 33 WpÜG, § 60 Abs. 1 Nr. 8 WpÜG). Ausgenommen ist die Suche nach konkurrierenden Angeboten („Weiße Ritter“), wie sich aus § 22 WpÜG ergibt.